# Джамболан

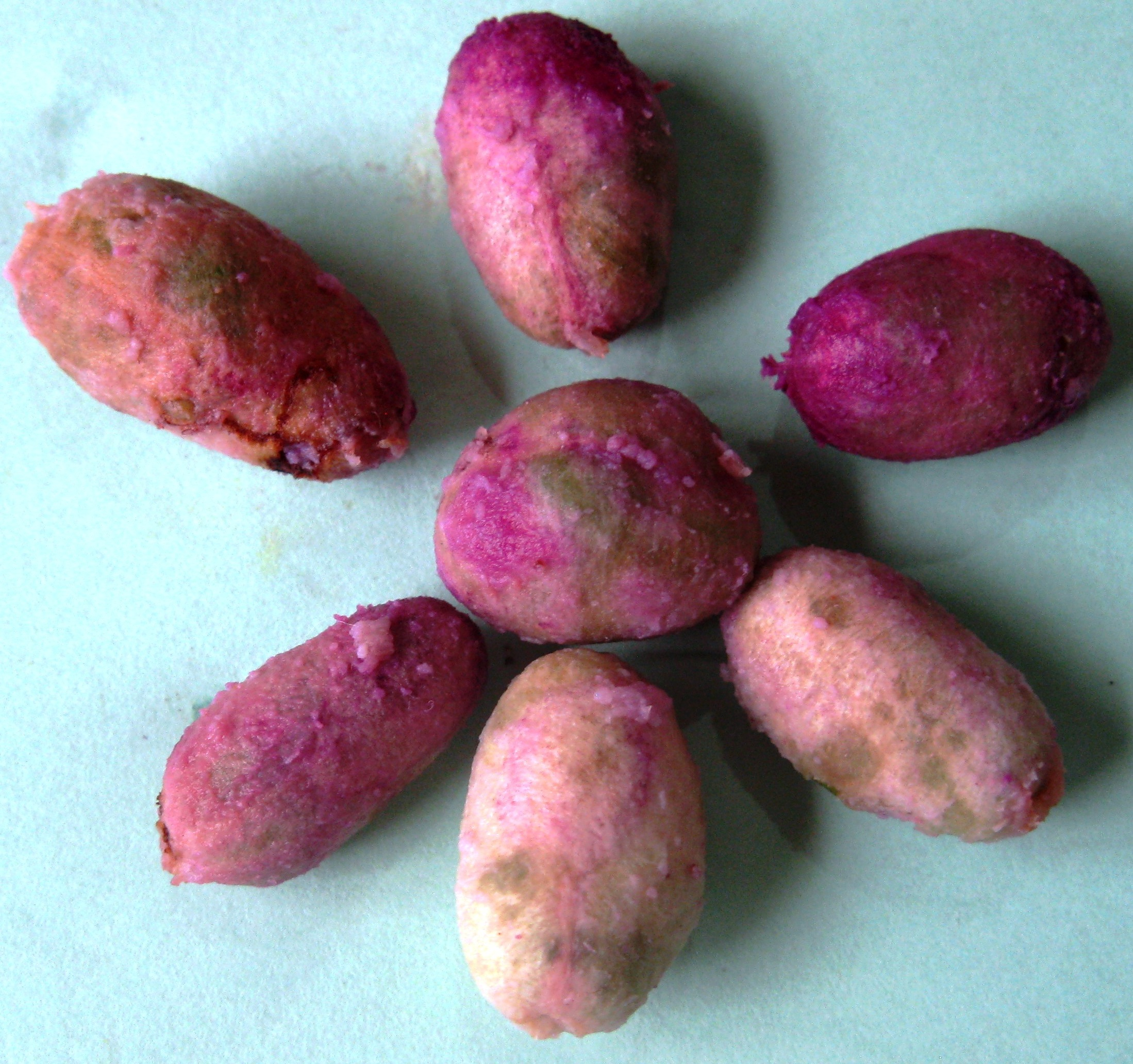
семена джамболана

Джамболан, или ямболан, или сизигиум ямболан (лат. Syzygium cumini) — плодовое дерево семейства Миртовые.

## Описание
Джамболан — вечнозелёное быстрорастущее дерево высотой до 30 метров с диаметром ствола 60-90 см и с продолговато-овальными листьями 5-25 см длиной и 2,5-10 см шириной. Листья имеют выраженный скипидарный запах. Цветки розовые с воронкообразной чашечкой, 4-5 сросшимися лепестками и многочисленными тычинками. Плод — глянцевая тёмно-фиолетовая, почти чёрная, костянка с тонкой кожицей, диаметром 1,25-5 см. Мякоть плода фиолетовая или белая, очень сочная, ароматная, с вяжущим, иногда горьковатым вкусом, содержит одно или несколько зелёных или коричневых семян.

## Распространение
Родина джамболана — Бангладеш, Индия, Мьянма, Шри-Ланка, Андаманские острова. Натурализовался и культивируется в Индонезии, Австралии, Восточной Африке, на Филиппинах, реже в тропической Америке.

## Использование
Плоды джамболана съедобны в свежем виде, а также используются для приготовления тортов, соусов, желе, шербетов и сиропов. Листья, плоды, семена и кора растения широко используются в медицине.

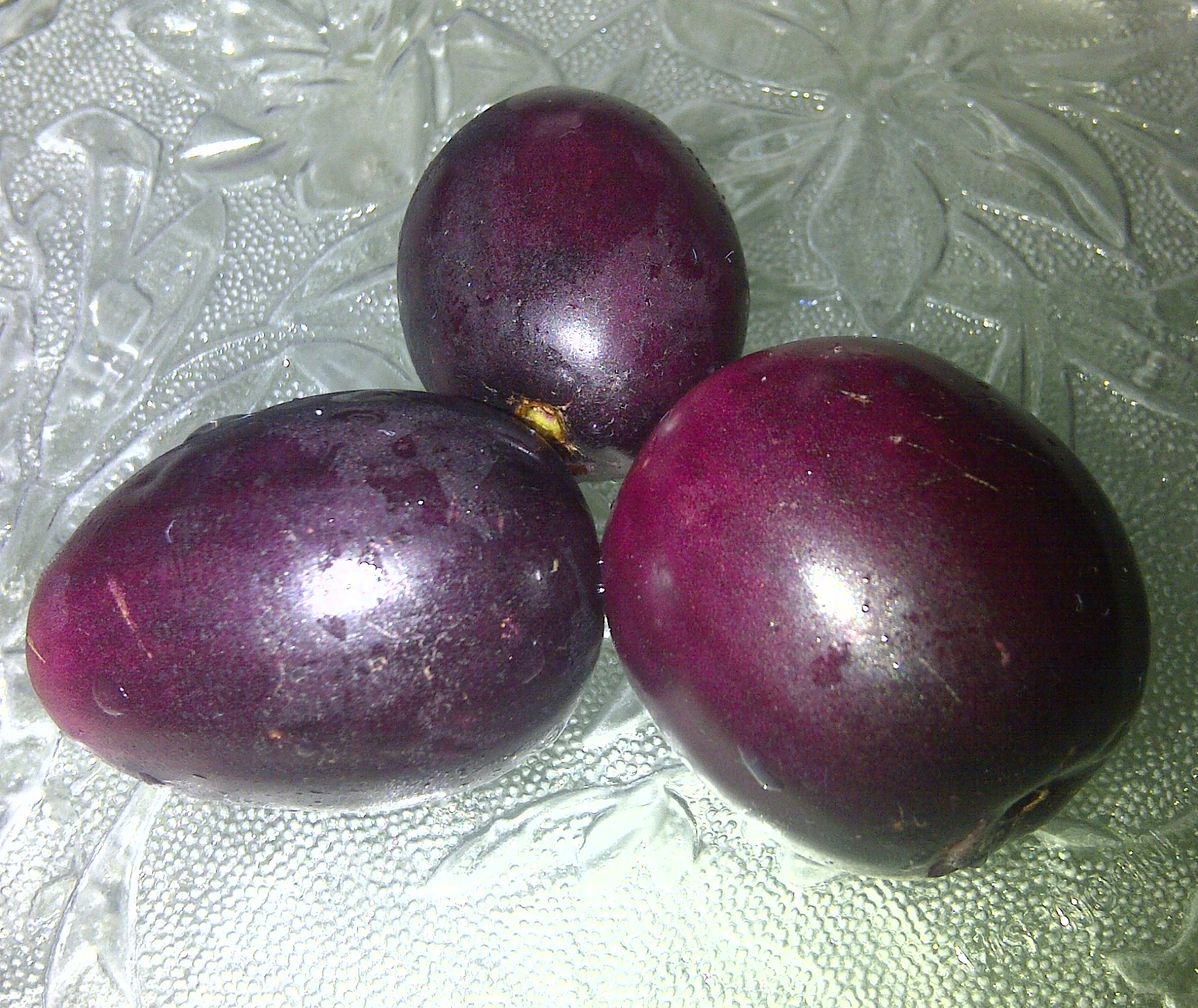
Джамболан Кохат (Пакистан)
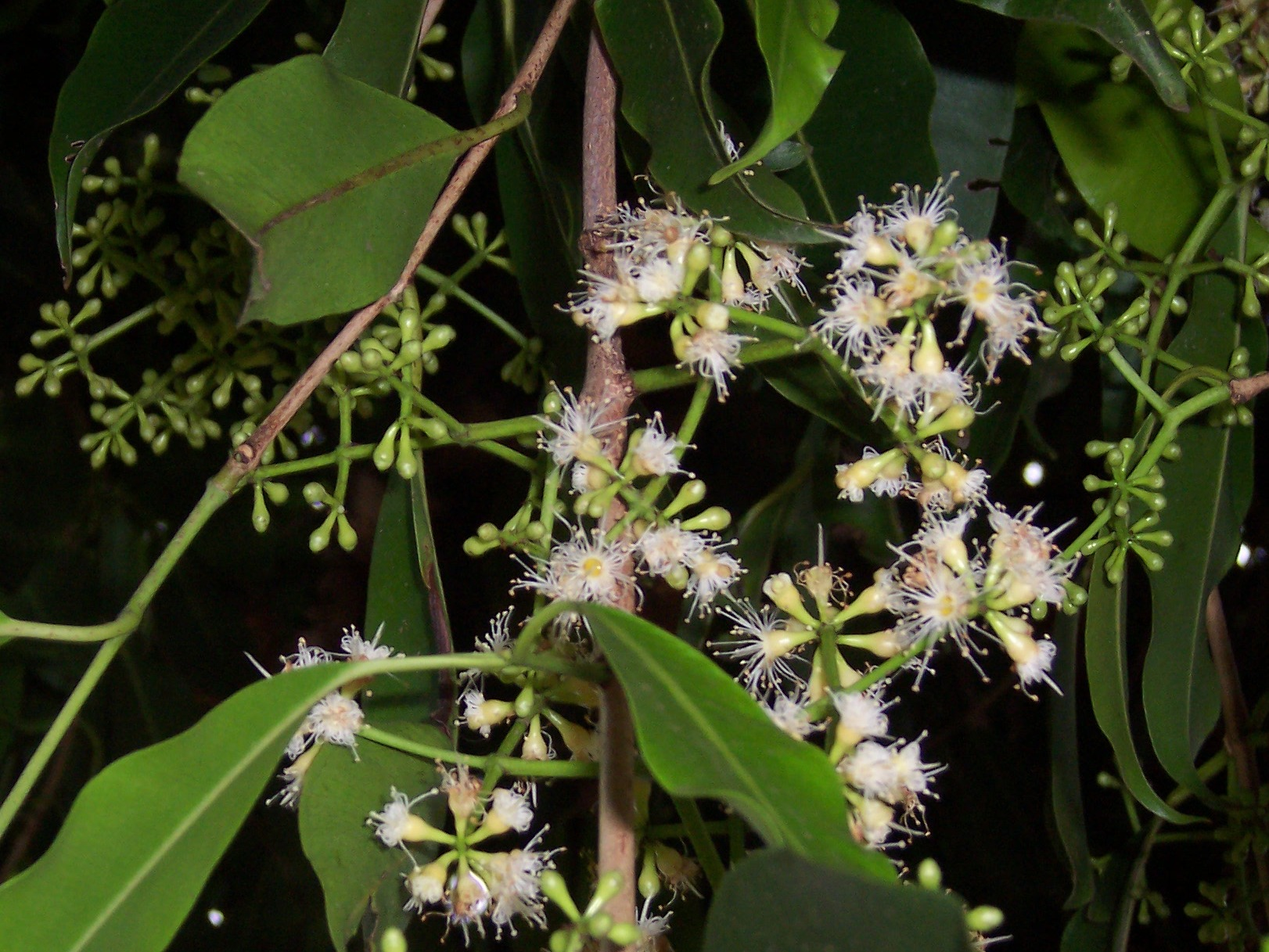
Цветки и листья джамболана
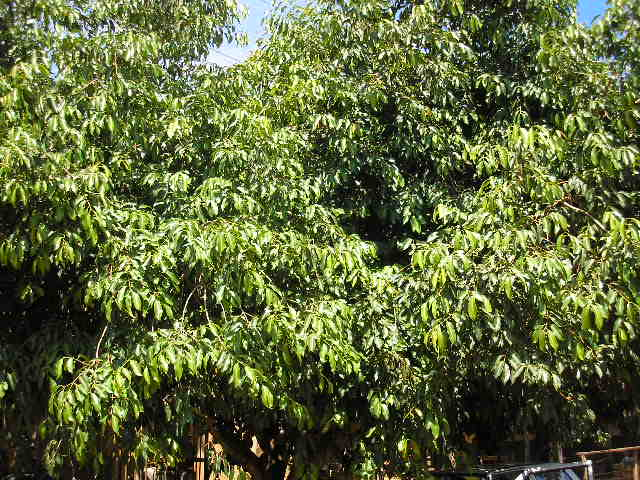
Дерево
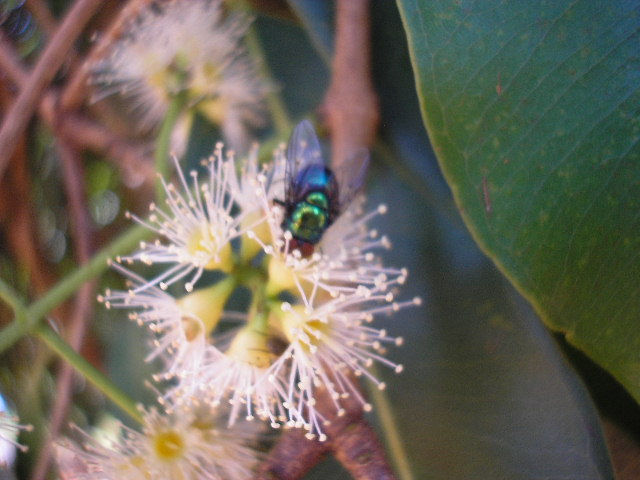
Насекомое на цветке
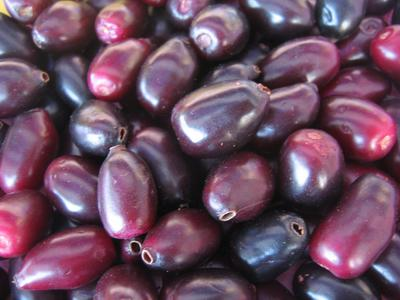
Плоды джамболана